# Mercè Rivas Torres
Mercè Rivas Torres (Barcellona, 1954) è una giornalista, scrittrice ed assistente sociale spagnola (per la precisione catalana).
Ha lavorato per diverse testate, tra cui El País. Ha visitato luoghi vari dell'Asia, come l'Afghanistan. 
Il suo libro più noto, è I sogni di Nassima.
| Controllo di autorità | VIAF (EN) 42070244 · ISNI (EN) 0000 0000 7992 5831 · LCCN (EN) no2002047934 · GND (DE) 1057256404 · BNF (FR) cb14495019w (data) |